# Kapliczka św. Mikołaja w Kryłowie-Kolonii

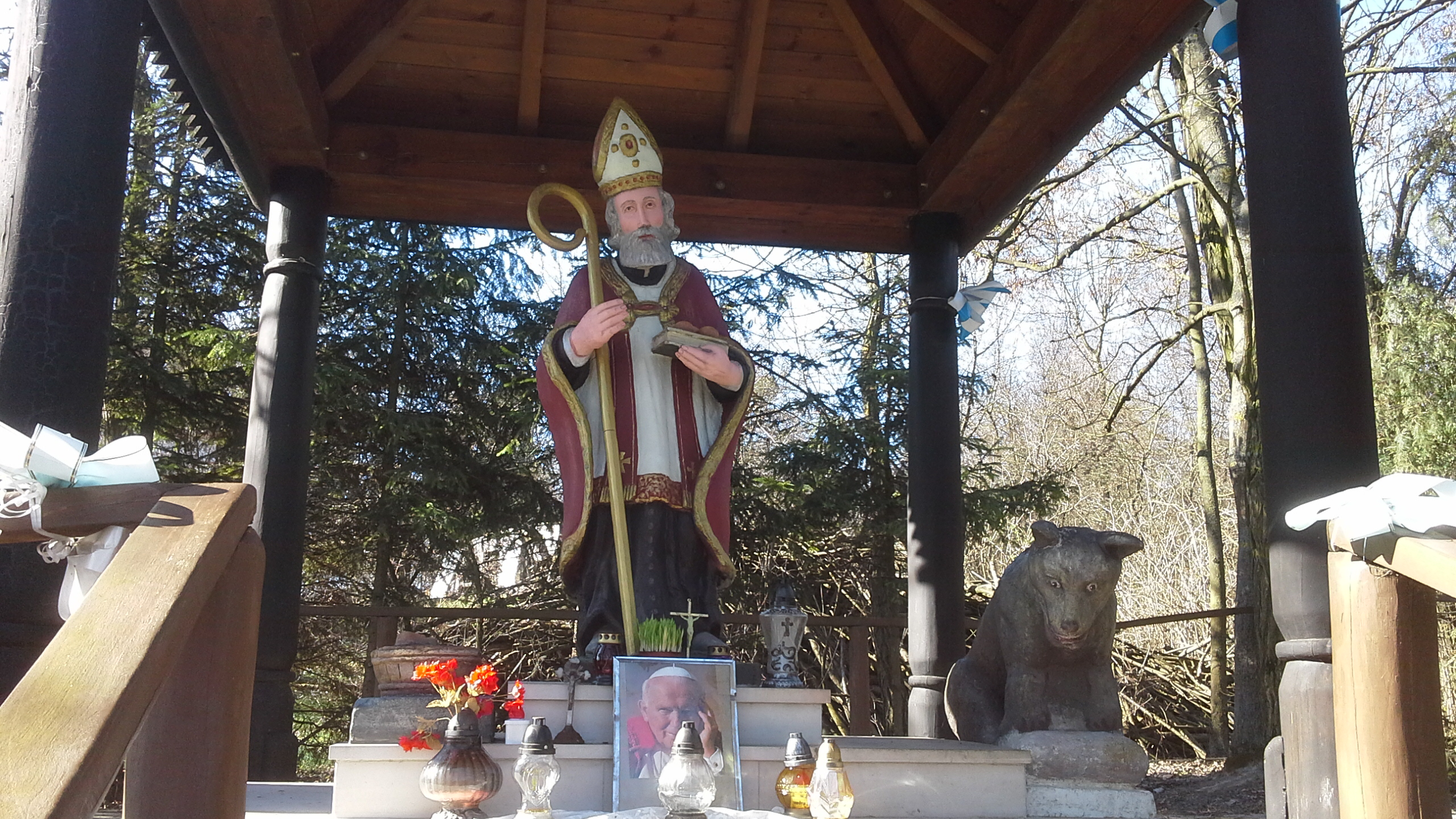
Figura św. Mikołaja

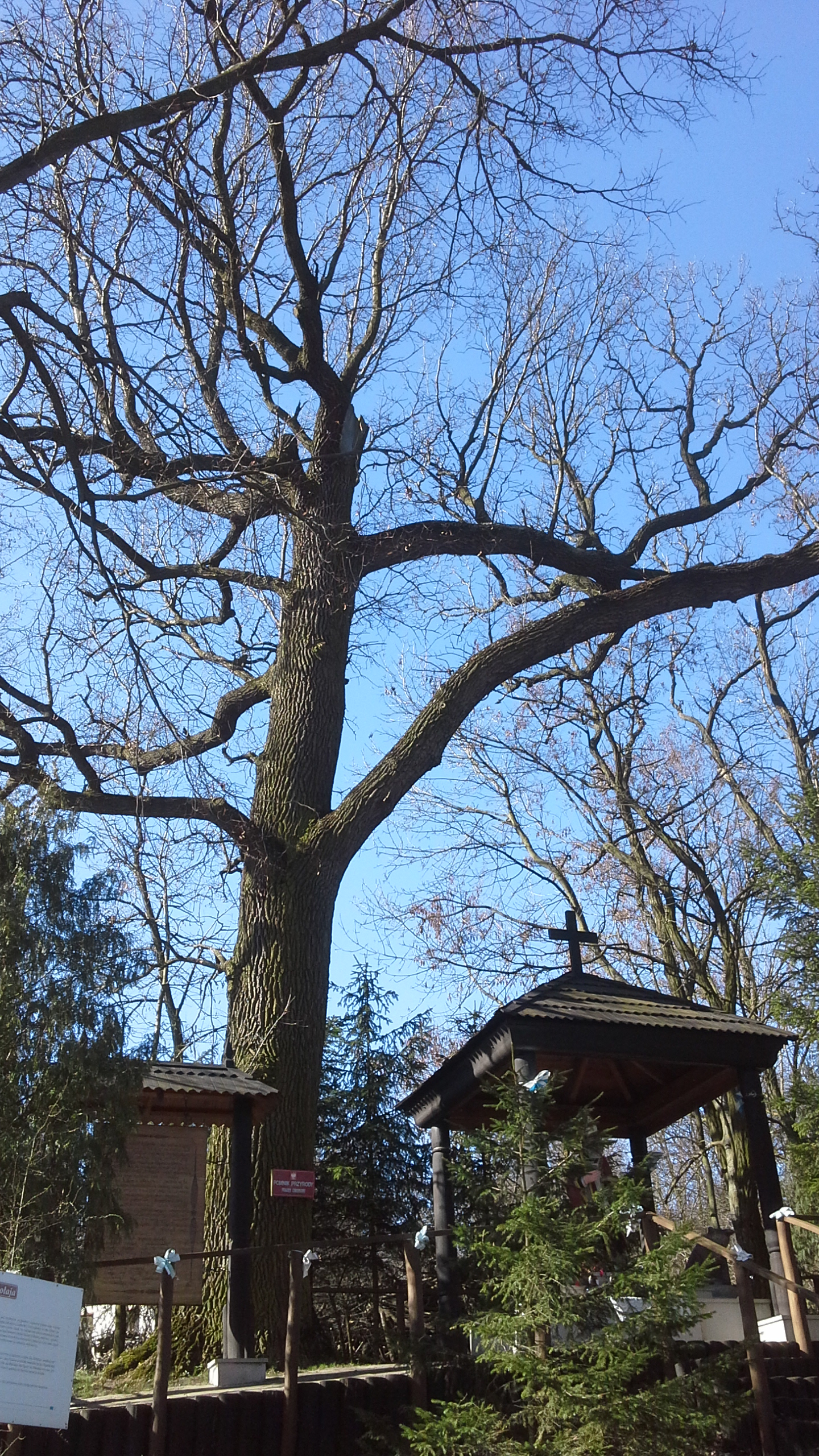
Widok ogólny kaplicy i sąsiadującej z nią pomnikowej topoli

Kapliczka św. Mikołaja w Kryłowie-Kolonii – kapliczka ustawiona najpóźniej w I poł. XIX wieku na terenie nazywanym Wilczym Uroczyskiem lub Miłową Górą, przy starej drodze z Kryłowa do Szychowic, gdzie po I wojnie światowej powstała miejscowość Kryłów-Kolonia. Znajdująca się w kapliczce figura św. Mikołaja z wilkiem jest wpisana do gminnej ewidencji zabytków gminy Mircze. Figurą opiekuje się parafia Narodzenia Najświętszej Maryi Panny w Kryłowie.

## Historia
Czas powstania pierwszej kapliczki poświęconej św. Mikołajowi w tym miejscu nie jest znany. Sama figura świętego datowana jest na XVIII-XIX w. Regionalista Henryk Żurawski skłania się ku datowaniu figury na I poł. XIX stulecia i wskazuje nazwisko możliwego fundatora - rządcy miejscowych dóbr Antoniego Wierzchowskiego. O początkach miejsca kultu funkcjonują jedynie lokalne legendy, według których rzeźbę św. Mikołaja nakazał ustawić właśnie miejscowy rządca w geście wdzięczności za uzdrowienie lub jako modlitwę w intencji uchronienia bydła przed pomorem. Jeszcze inna legenda przypisuje wystawienie figury świętego dziedzicowi tutejszych dóbr. Figura nosi cechy sztuki barokowej. Danuta Kawałko łączy funkcjonowanie kultu św. Mikołaja w Kryłowie z działalnością zakonu reformatów, których klasztor działał w tej samej miejscowości. 
Wodzie ze źródła, nad którym znajduje się obiekt sakralny, przypisywano na przestrzeni wieków cudotwórcze właściwości, jeszcze przed wystawieniem figury. Sanktuarium w XIX w. otaczane było kultem zarówno przez katolików obrządku łacińskiego, jak i przez ludność prawosławną (po likwidacji unickiej diecezji chełmskiej w 1875 r.). Swoje nabożeństwa w tym miejscu organizowały obydwa wyznania, a kaplica zaliczała się do najsłynniejszych miejsc kultu w regionie. Rzymskokatolicką procesję do kapliczki organizowała co roku w ostatnią niedzielę maja parafia Narodzenia Najświętszej Maryi Panny w Kryłowie, natomiast prawosławną, w dniu 9 maja według kalendarza juliańskiego - parafia św. Mikołaja w Szychowicach, przy udziale wiernych także z parafii w Prehoryłem i Kryłowie. W 1906 r. wierni katoliccy z własnej inicjatywy odnowili figurę św. Mikołaja. 
Na początku XX w., po ogłoszeniu w 1905 r. przez cara Mikołaja II ukazu o tolerancji religijnej, kilkakrotnie doszło do sporów między wiernymi dwóch wyznań o możliwość sprawowania nabożeństw przy kaplicy i o treść głoszonych w ich trakcie kazań. Do najpoważniejszego konfliktu doszło w 1911 r. Przedmiotem sporu między proboszczem rzymskokatolickiej parafii w Kryłowie a prawosławnym duchownym z parafii w Szychowicach był wyłączny dostęp do miejsca kultu i do darów pozostawianych przez wiernych w skarbonce przy źródle, ostatecznie jednak sprawa została załatwiona polubownie – każda parafia miała odtąd prawo do połowy datków.  
W 1907 r. starania o budowę wolnostojącej rzymskokatolickiej kaplicy w tym miejscu podjęła właścicielka dóbr kryłowskich Taida Wielowiejska. Parafianie kryłowscy zobowiązali się do pokrywania kosztów funkcjonowania obiektu w przyszłości. Podczas postępowania dotyczącego zasadności budowy obiektu gubernator lubelski Jewgienij Mienkin poprosił o opinię zarówno proboszcza rzymskokatolickiego, jak i prawosławnego z Szychowic. Duchowny katolicki deklarował, iż kaplica ma stanowić upamiętnienie ukazu tolerancyjnego. Duchowny prawosławny zarzucił proboszczowi z Kryłowa, iż zamierza w rzeczywistości organizować w tym miejscu modlitwy w intencji niepodległości Polski. Domagał się też, by w razie wydania zgody na budowę wydano również drugą, na wzniesienie kaplicy prawosławnej. Przeciwko budowie kaplicy katolickiej wypowiedział się również prawosławny biskup chełmski Eulogiusz, który sugerował, by zachować status quo, to jest, by zachować w miejscu kultu samą figurę św. Mikołaja i wilka, do której mogą udawać się wierni obu wyznań. Gubernator ostatecznie odmówił zgody na budowę kaplicy katolickiej. 
Po II wojnie światowej, gdy ludność prawosławna musiała opuścić region, a parafia w Szychowicach przestała funkcjonować, prawosławny kult wokół kapliczki zanikł. Również parafia rzymskokatolicka przestała organizować procesje do tego miejsca aż do 1998 r., w którym to roku zwyczaj ten został odnowiony. Od tego czasu figura św. Mikołaja i źródło pozostaje celem pielgrzymek rzymskokatolickich.  
Figura i jej otoczenie zostały odnowione w latach 90. XX wieku. Wówczas nad rzeźbami św. Mikołaja i wilka ustawiono zadaszenie, a same figury posadowiono na cokole. W 2012 r. wykonano nowy dach z krzyżem nad figurami. 
Swoje wspomnienia o sanktuarium i ludowym kulcie, jaki otaczał figurę św. Mikołaja, zawarł Wiktor Zin w pracy Opowieści o polskich kapliczkach. Miejscu temu poświęcony jest również reportaż radiowy Agnieszki Czyżewskiej-Jacquemet i Katarzyny Michalak.

## Opis
Święty Mikołaj został ukazany w sanktuarium jako biskup rzymskokatolicki, w mitrze na głowie, z pastorałem w dłoni. Na ziemi stoi kosz, w którym znajdowały się rzeźby trzech głów dzieci cudownie wskrzeszonych, według legendy, przez św. Mikołaja. Świętemu towarzyszy siedzący na ziemi wilk. Dawniej św. Mikołajowi towarzyszyły dwa aniołki. Pierwotnie rzeźby znajdowały się wprost pod drzewami, ok. r. 1995 ustawiono nad nimi daszek.